# Друге сицилійське повстання
Друге Сицилійське повстання — велике повстання рабів, яке тривало в 104—100 роках до н. е., стало частиною громадянських війн Римської республіки.

## Передумови
Умови на острові за 30 років після періоду Першого сицилійського повстання майже не змінилися. Хоча руйнування багатьох латифундій у ході повстання 136—132 років до н. е. спочатку дещо ослабило велике землеволодіння й посилило вільну оренду, але це було явищем тимчасовим. До 104 року до н. е. Сицилія знову зробилася країною найжорстокішого рабства, лише з тією різницею, що серед рабів 104 року до н. е. жили традиції попереднього повстання, чого не було в 136 році до н. е.
У зв'язку з військовою реформою, запровадженою Гаєм Марієм, з'ясувалося, що багато вільнонароджених римських союзників знаходиться в рабстві. Сенат наказав преторам перевірити списки рабів. Переглядом зайнявся сицилійський пропретор Публій Ліциній Нерва. Понад 800 осіб було звільнено протягом короткого часу. Але потім Нерва припинив перевірку, підкуплений чи, може, заляканий рабовласниками. Надії на звільнення змінилися в сицилійських рабів злобою і відчаєм.

## Повстання
Невеличкі заворушення швидко переросли в повстання. Біля Гераклеї Мінойської, на південно-західному узбережжі острова, 80 рабів влаштували змову й убили свого пана — римського вершника Публія Клонія. Після цього вони втекли з маєтку й зайняли гору в околицях міста. До них стали збігатися інші раби. Нерва, у якого не було достатніх сил, не зміг придушити руху на самому початку. Кількість повстанців швидко зросла до 2 тис. осіб. 600 солдатів з гарнізону Енни, посланих Нервою, були розбиті. До рук рабів потрапило багато зброї, а повстанська армія збільшилась до 6 тис. осіб.
На загальних зборах повстанці обрали раду, а царем проголосили раба Сальвія, який мав популярність вправного ворожбита. Обраний царем, Сальвій прийняв ім'я сирійського царя-узурпатора Трифона, що в 140-х роках до н. е. захопив владу в Сирії.
Сальвій розділив своє військо на три частини й призначив над кожною окремого командувача. Він наказав їм робити глибокі набіги по всій Сицилії і після них кожен раз зустрічатися в певному місці в один і той же час. Ця тактика дала блискучі результати: у Сальвія утворилася кіннота більш ніж у 2 тис. вершників, а піхота зросла до 20 тис. вояків.
Сальвій взяв в облогу місто Мурганція в східній частині острова. Нерва з'явився на допомогу із загоном у 10 тис. Йому вдалося захопити табір рабів, зайнятих облогою міста. Але коли він підійшов до Мурганції, раби несподівано напали на нього з високих позицій і завдали поразки. Сальвій наказав щадити ворогів, які кидали зброю, завдяки чому захопив у полон близько 4 тис. осіб.
Проте захопити Мурганцію Сальвію не вдалося. Хоча він оголосив вільними міських рабів, господарі, своєю чергою, обіцяли їм свободу, якщо вони допоможуть відбити напад Сальвія. Мургантійські раби воліли отримати свободу з рук панів і допомагали їм відбити облогу. Після цього Нерва оголосив недійсною надану рабам обіцянку й майже всі вони зрештою перебігли до Сальвія.
У цей час у західній частині острова виник другий осередок повстання. Управителем одного з маєтків в області Лілібея був раб, кілікієць Афініон, в минулому, ймовірно, пірат. Він підняв на повстання 200 рабів. До них приєдналися інші й протягом 5 днів навколо Афініона зібралося більше 1 тис. осіб, які проголосили його царем. Афініон мав видатні організаторські здібності й пішов новим шляхом. Комплектуючи своє військо, він зараховував до нього тільки найпридатніших до військової справи. Іншим рабам Афініон наказував залишатися й працювати у своїх господарствах, забезпечуючи повний порядок. Ці колишні рабовласницькі господарства, що зробилися тепер вільними, повинні були постачати військо рабів продовольством і озброєнням. Афініон заявляв рабам, ніби боги сповістили йому за допомогою зірок (Афініон мав репутацію досвідченого зіркаря), що він стане царем усієї Сицилії й саме тому необхідно берегти країну та її багатства наче свої власні.
Коли в Афініона зібралося 10 тис. вояків, він зробив спробу захопити Лілібей, але зазнав невдачі й зняв облогу. Вищої точки повстання досягло тоді, коли Афініон визнав Трифона царем, а себе — лише його головнокомандувачем. Столицею держави рабів була обрана Тріокала, місто, що лежало в південно-західній частині острова, на північ від Гераклеї. Тріокала, і без того майже недоступна завдяки своєму природному положенню (вона лежала на високій скелі), була сильно зміцнена Трифоном системою оборонних споруд. Повстанням були охоплені головним чином сільські місцевості Сицилії. Тільки в найбільших містах ще насилу трималася стара влада.
Після того як Нерва власними силами не впорався з повстанням, римський сенат, попри майбутню війну з кімврами та тевтонами, перекинув до Сицилії у 103 році до н. е. армію в 17 тис. легіонерів під головуванням претора Луція Ліцінія Лукулла. Військо було збірним, складалось із римлян, італіків та загонів з провінціалів і союзників. Трифон вирішив захищатися в Тріокале, але звільнений ним з-під арешту Афініон наполіг дати бій у відкритому полі. Попри більш ніж подвійну перевагу сил (40 тис. у Афініона і 17 тис. — у Лукулла), раби були розбиті й втратили близько 20 тис. осіб. Поранений у ноги Афініон залишився на полі бою, а Трифон із залишками війська втік до Тріокалу.
Раби впали духом, і серед них почалися розмови про те, щоб скласти зброю і знову скоритися панам. Однак ці настрої були тимчасовими. Взяла гору думка тих, хто пропонував боротися до останньої краплі крові. Афініон, прикидаючись на полі битви мертвим, вдалося прослизнути повз ворогів і повернутися до своїх. Його поява додала мужності рабам. Лукулл з'явився під Тріокалу тільки через 9 днів після битви. Взяти місто штурмом було неможливо. До того ж претор з якихось незрозумілих причин поводився вкрай мляво і скоро відступив від міста. Його наступнику, претору Гаю Сервілію, у 102 році до н. е. також не вдалося домогтися якихось серйозних результатів.
У цей час Трифон помер (ймовірно, у 102 році до н. е.), і його наступником став Афініон. При ньому повстання ще більше розрослося. За словами Касія Діона, Афіннон мало не взяв Мессану. Лише в 101 році до н. е. римський сенат зміг перекинути до Сицилії доволі великі сили. Консул Маній Аквілій прибув на острів і досяг рішучого перелому. Повстанці були розбиті у вирішальній битві. Афініон загинув у герці з Манієм Аквілієм. Уцілілі раби сховалися в Тріокалі. Римляни голодом довели їх до капітуляції.
Тільки одна тисяча рабів під головуванням Сатира продовжила відчайдушний опір, але врешті й вони здалися на умовах збереження життя. Аквілій відправив їх до Риму гладіаторами. Там, не бажаючи служити забавою для римської черні, вони перебили один одного перед виходом на арену. Сицилія була «заспокоєна» настільки ґрунтовно, що навіть під час повстання Спартака (30 років по тому) там не виникло якогось великого руху.